# Ron Kroon
Ronald Kroon –conocido como Ron Kroon– (Ámsterdam, Países Bajos, 17 de septiembre de 1942 - Huizen, Países Bajos, 12 de julio de 2001) fue un nadador especializado en pruebas de estilo libre. Fue medalla de bronce en 100 metros libres durante el Campeonato Europeo de Natación de 1962.

## Palmarés internacional
| Campeonato Europeo de Natación | Campeonato Europeo de Natación | Campeonato Europeo de Natación | Campeonato Europeo de Natación |
| Año                            | Lugar                          | Medalla                        | Prueba                         |
| ------------------------------ | ------------------------------ | ------------------------------ | ------------------------------ |
| 1962                           | Leipzig ( Alemania)            | Medalla de bronce              | 100 m libre                    |
| 1962                           | Leipzig ( Alemania)            | Medalla de bronce              | 4 × 100 m estilos              |